# 宮島さゆき
宮島 さゆき（みやじま さゆき、2012年〈平成24年〉11月17日 - ）は日本の元子役、キッズモデル。
東京都出身。ジュネス所属。
特技は歌、おえかき。

## 出演

### 映画
- 長いお別れ（2019年）芙美（幼少期） 役
- 約束のネバーランド（2020年）マーニャ 役

### 雑誌
- ぷっちぐみ（2018年5月号〜）
- ひみつ×戦士 ファントミラージュ!ファンブックvol.2（2019年11月14日）
- mamagirl（2019冬号）
- ポリス×戦士 ラブパトリーナ!ラブパトファンブック

### CM
- 花王、クイックルワイパー立体吸着ウエットシート「夏もうれしいクイックル菌編」
- コロプラ「キャラクター大集合！〜あなたの日常をワクワクさせたい〜篇」（2018年10月2日）
- 損保ジャパン日本興亜「気をつけて」篇 30ver. 60ver.（2019年3月25日）
- 日本マクドナルド、ハッピーセット「みらいののりものブロック のりものでGO！編」（2020年1月8日）

### ミュージックビデオ
- Aimer「ONE AND LAST」（2021年）[2]

### その他
- Benesse、こどもちゃれんじ すてっぷ DM
- 日本マクドナルド「はじめてのトリック・オア・トリート」広告（2017年）
- 世界文化社 書籍「中原淳一の子ども服」（2018年）ISBN 978-4418184057
- ららぽーと柏の葉/新三郷 合同ファッションマガジン LIFE STYLE BOOK 創刊号、web、館内広告
- オンワード樫山
  - mamagirl presents webマガジン「Ceremony STYLE」
  - 「any FAM」mamagirlタイアップ セレモニーカタログ、ポスター等
- しまむらグループ
  - 「Birthday」web、店頭POP、折込チラシ（2019.2/27、3/13、4/10、5/1、5/3）
  - 「しまコレ」アプリ
  - 「Birthday」オリジナルランドセル2020
- セブン&アイ・ホールディングス、イトーヨーカドー ランドセル 2020
- New Balance kids korea FLX スチール広告
- ナルミヤ・インターナショナル「b・ROOM」2019 Fall
- ワールド
  - hushush
  - 3can4on
- 日産ROOX
- Panasonic、電気暖房総合カタログ 2017、2018、2019
- プラステ「PLST」セレモニー
- Canon、EOS M6 Mark II
- レナウン「arnold palmer timeless」2019 FW
- IKEA japan「今すぐはじめよう、新生活 おかたづけ編」
- 花王
  - ビオレふくだけコットンうるおいリッチ
  - ニュービーズ　母の日ムービー 「最愛の6500日」
  - クイックルホームリセット
- WEGO「EXIEEE」
- ワイズ サンポケット「サンポケットランドセル」2022